# 앨리스 엥글러트
앨리스 엥글러트(영어: Alice Englert, 1994년 8월 15일 ~ )는 오스트레일리아의 배우, 감독, 작가, 싱어송라이터이다. 영화 감독 제인 캠피언의 딸이다.

## 출연 작품
- 바디 브로커 (2020)
- 뎀 댓 팔로우 (2019)
- 패밀리 해피니스 (2016)
- 더 리허설 (2016)
- 더 보이프렌드 게임 (2015)
- 인 피어 (2013)
- 더 러버스 (2013)
- 뷰티풀 크리처스 (2013)
- 진저 앤 로사 (2012)
- 8 (2008)
- 워터 다이어리 (2006)